# Татевы
Не путать с дворянским родом Татищевы.
Та́тевы — угасший русский княжеский род, ветвь князей Ряполовских, идущих от князей Стародубских), которая угасла по мужской линии в 1682 году, в связи со смертью бездетного князя Ивана Степановича Татева. Рюриковичи.
Род занесён в Бархатную книгу. При подаче документов (февраль 1682) для внесения рода в Бархатную книгу, была предоставлена родословная роспись князей Татевы.
Начало ей положил потомок Рюрика в XVIII колене князь Иван Фёдорович Ряполовский по прозвищу Тать.
Последними в роду были сёстры Татевы, выданные замуж за князей Ивана Никитича Урусова (стольник) и Ивана Юрьевича Трубецкого (боярин-фельдмаршал).

## Известные представители
| №                                                | Имя, Отчество                                    | № Отца                                           | Примечания |
| Поколенная роспись по А. Б. Лобанову-Ростовскому | Поколенная роспись по А. Б. Лобанову-Ростовскому | Поколенная роспись по А. Б. Лобанову-Ростовскому | Поколенная роспись по А. Б. Лобанову-Ростовскому |
| ------------------------------------------------ | ------------------------------------------------ | ------------------------------------------------ | --- |
| I поколение                                      |                                                  |                                                  | |
| 1                                                | Иван Фёдорович Тать                              |                                                  | Родоначальник |
| II поколение                                     |                                                  |                                                  | |
| 2                                                | Пётр Иванович (ум. 1586)                         | 1                                                | Воевода, окольничий и боярин |
| 3                                                | Андрей Иванович (ум. после 1569)                 | 1                                                | Воевода |
| 4                                                | Фёдор Иванович                                   | 1                                                | Воевода и наместник |
| III поколение                                    |                                                  |                                                  | |
| 5                                                | Борис Петрович                                   | 2                                                | Воевода и боярин, пожалован Лжедмитрием в бояре, убит под Калугой в 1607 году |
|                                                  | Анна Петровна (1570—1631)                        | 2                                                | Жена князя Василия Фёдоровича Скопина-Шуйского, после смерти мужа приняла постриг с именем Анисия, погребена в Троице-Сергиевом монастыре. |
| 6                                                | Юрий Андреевич                                   | 3                                                | Известен по родословным |
| 7                                                | Иван Андреевич                                   | 3                                                | Воевода, в 1587 году сослан в Астрахань, в 1604 году перешёл, будучи воеводой в Чернигове, на сторону Лжедмитрия I |
| 8                                                | Фёдор Андреевич                                  | 3                                                | Воевода в Березове (1603—1605), на Двине (1611), Мценске (1618) |
| 9                                                | Семён Андреевич                                  | 3                                                | Дворянин из выбора (1577), воевода в Погорелом-Городище, убит в сражении (20 сентября 1607), похоронен в Троице-Сергиевой лавре |
|                                                  | Фетинья Андреевна                                | 3                                                | |
| IV поколение                                     |                                                  |                                                  | |
| 10                                               | Пётр Борисович                                   | 5                                                | Поместный оклад до московского разорения 600 четей и 50 рублей, в 1615 году послан от Государя в Псков с золотым к боярину Морозову, в 1616 году стольник, умер 26 мая 1617 года, погребён в Троице-Сергиевом монастыре |
|                                                  | Мария (Марья) Борисовна                          | 5                                                | Жена князя Дмитрия Тимофеевича Трубецкого, умерла 03 февраля 1630 года, погребена в Троице-Сергиевой лавре |
|                                                  | Елена (Прасковья) Борисовна                      | 5                                                | П. Н. Петров в «Истории родов русского дворянства» высказал предположение, что у князя Бориса Петровича была дочь Елена, бывшая за князем Фёдором Юрьевичем Хворостининым, но за данным князем была княжна Елена Борисовна Лыкова, скорее можно предположить дочь, бывшую за князем Фёдором Семёновичем Куракиным, где князь Ф. С. Куракин назвал зятем княгини Марии Ивановны Татевой, вдовы Бориса Петровича: «а была та пустошь князя Борисова жены Татева Мария, а после смерти ту пустошь помечены были дати в поместье зятю ею, боярину князю Фёдору Семёновичу Куракину». В поколенной росписи поданной в 1682 году в Палату родословный дел указана, как Прасковья Борисовна. |
| 11                                               | Фёдор Борисович                                  | 5                                                | Стольник (1627—1629), воевода в Переславле-Залесском (1627), умер в 1630 году, погребён в Троице-Сергиевом монастыре. |
| 12                                               | Иван Борисович                                   | 5                                                | В списке надгробий Троице-Сергиевой лавры назван Сергием, в 1613 году подписал грамоту об избрании на царство Михаила Фёдоровича, стольник (1620). участвовал на обоих свадьбах царя Михаила Фёдоровича (1624 и 1626), умер 26 мая 1630 года, погребён в Троице-Сергиевой лавре. |
| 13                                               | Иван Фёдорович                                   | 8                                                | Дворянин московский (1627—1629), воевода в Томске (1631—1632), стольник, убит в 1634 году в Можайске. Женат дважды: Дарья Ивановна и Мария Ивановна. |
| V поколение                                      |                                                  |                                                  | |
| 14                                               | Степан Иванович                                  | 13                                               | Чашник, стольник (1658—1676), воевода в Нижнем Новгороде (1673—1674). |
| 15                                               | Иван Степанович                                  | 13                                               | Бездетный |
|                                                  | Аграфена Степановна                              | 13                                               | Жена стольника князя Ивана Никитича Урусова |
|                                                  | Анастасия Ивановна                               | 13                                               | Жена боярина и фельдмаршала, князя Ивана Юрьевича Трубецкого, его первая жена, от первого брака отца |
| Княжеский род Татевых угас.                      |                                                  |                                                  | |